# 米德卢姆 (石勒苏益格－荷尔斯泰因州)
米德卢姆是德国石勒苏益格－荷尔斯泰因州的一个市镇。总面积8.50平方公里，总人口358人，其中男性158人，女性200人（2011年12月31日），人口密度42人/平方公里。